# Michal Mareda
Michal Mareda, řečený Márdi (* 5. červen 1974) je český zpěvák, kytarista a textař, frontman pardubické skupiny Vypsaná fiXa a člen skupiny Ýmo Mihai, projektů pro děti Kašpárek v rohlíku a Mixle v piksle.

## Život
Vystudoval gymnázium v Přelouči. Po maturitě studoval na Pedagogické fakultě UJEP v Ústí nad Labem obor čeština-dějepis, studium však nedokončil. Na začátku devadesátých let také spoluzaložil hokejbalový klub Svítkov Stars, se kterým dvě sezóny hrál extraligu.
Civilní službu absolvoval jako vychovatel ve škole Svítání pro děti s postižením. Po odchodu z vysoké školy vystřídal několik profesí. Pracoval jako vychovatel postižených dětí, pomocná síla v pekárně, rozvozce cigaret, pracovník technických služeb. Jeho posledním zaměstnáním předtím, než se začal naplno věnovat hraní se skupinou Vypsaná fiXa, bylo prodavač v prodejně obkladů a dlažeb.
Zpívá v části písně „Hledáme zpěváka“ z alba Našim klientům skupiny Wohnout. Objevil se ve videoklipu Bernardyn skupiny Horkýže Slíže. Je autorem hymny mistrovství světa v hokejbalu 2017, které se konalo v Pardubicích. Má mladšího bratra Radka Maredu a nevlastního bratra Martina Maredu, který hraje v táborské kapele Peshata.
Se svojí manželkou a dcerou žije v Pardubicích.

## Diskografie

### se skupinouVypsaná fiXa
- No Burp! (1994)
- Z Nietzscheho nic (1995)
- Smutné a veselé vraždy (1996)
- Lunapark (1997, 1998)
- Nová jarní kolekce (2000)
- Brutální všechno (2001)
- Bestiálně šťastní (2003)
- Krása nesmírná (2005)
- V Fabric – také DVD Před náma jedeme my (2006)
- Fenomén (2007)
- Klenot (2009)
- VFRFP (2010)
- Detaily (2011)
- Čtyři slunce (2012) EP
- Krásný smutný den (2014)
- Tady to někde je (2017)
- Kvalita (2019)
- Kusy radosti (2022)

### se skupinouKašpárek v rohlíku
- 2007 Bejbypank
- 2009 Kašpárek navždy
- 2009 Ježíšku panáčkuj!
- 2012 Ten Halyvůd

### se skupinouMixle v piksle
- 2013 Mixle v piksle

## Filmografie
- 2007 Václav
- 2009 Klub osamělých srdcí (TV film)
- 2017 Bába z ledu